# Listrognathus acuminatus
Listrognathus acuminatus là một loài tò vò trong họ Ichneumonidae.